# Chlorophorus ringenbachi
Chlorophorus ringenbachi är en skalbaggsart som beskrevs av Gianfranco Sama 2004. Chlorophorus ringenbachi ingår i släktet Chlorophorus och familjen långhorningar. Inga underarter finns listade i Catalogue of Life.